# Великий чилійський землетрус
Великий чилійський землетрус або Вальдивійський землетрус (ісп. Terremoto de Valdivia) — найпотужніший землетрус за всю історію спостереження, що стався 22 травня 1960 року о 19:11 UTC в Чилі. Інтенсивність за шкалою Ріхтера — за різними оцінками, від 9,3 до 9,5. Кількість жертв склала близько 6 тис. осіб, більшість людей загинула від цунамі.
Це був один із найруйнівніших землетрусів, які були зареєстровані приладами. Руйнування, завдані тихоокеанському узбережжю Чилі, були жахливими. Землетрусу передував землетрус меншої інтенсивності в провінції Арауканії о 6:02 21 травня 1960 року.
Через два дні після землетрусу почалося виверження вулкана Кордон Кауйе (Cordon Caulle).

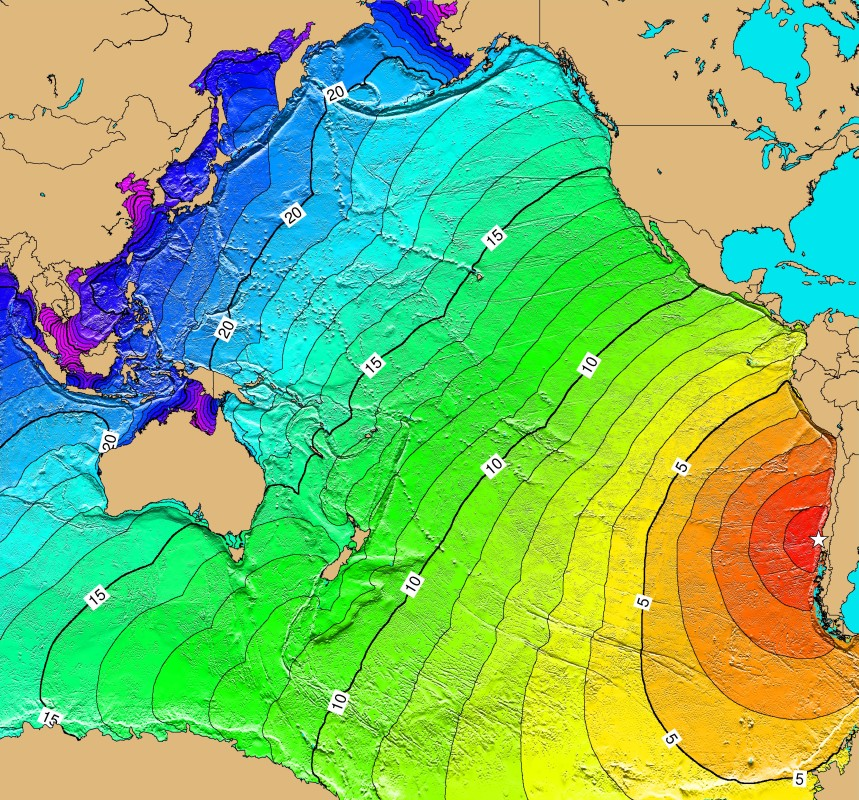
Карта регіонів уражених від цунамі з часовими позначками в годинах

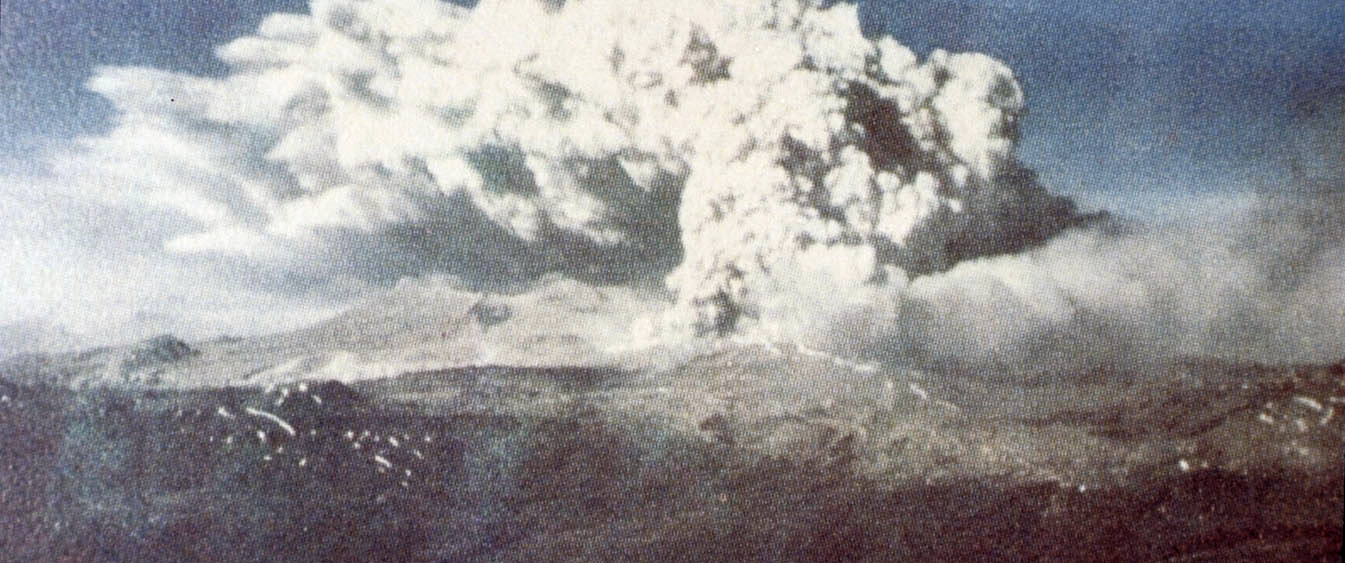
Виверження вулкана Кордон Кауйе після землетрусу.

## Підземні поштовхи
Причиною руйнувань були підземні поштовхи, обвали, виверження вулканів, що прокинулися. Епіцентр розташовувався біля міста Вальдивія (38° 16' пд. ш., 73° 3' зх. д.) за 435 км на південь від Сантьяго. Гіпоцентр знаходився на глибині 33 км. Жахливих руйнувань завдали цунамі, які виникли внаслідок землетрусу і досягали висоти 25 метрів. Крім Чилі, вони уразили також країни й острови, розташовані в тисячах кілометрів від Південної Америки. У Чилі, як вважається, близько тисячі людей потонуло в селах, розташованих у гирлі річки Маульїн.

## Цунамі
Незабаром після могутнього поштовху, що стався о 3 годині дня, жителі прибережних районів відзначили, що спочатку море роздулося і його рівень піднявся значно вище за рівень найвищих припливів, а потім раптово відринуло, причому набагато далі за найнижчий рівень відпливу. З криками жаху «Море йде!» всі піднялися на горби. Хвиля помчала далі по просторах Тихого океану. Її наступною жертвою став острів Пасхи. Найвеличніша споруда острова — аху Тонгаріки є кам'яною спорудою, складеною з величезних блоків. Хвиля, що народилася за 2000 км від острова Пасхи, жартома розкидала багатотонні кам'яні блоки. Потім цунамі досягло Гавайських островів. Тут висота хвилі була близько 10 м і руйнування були жахливими. Житлові будинки, адміністративні будівлі, автомобілі були змиті, в морі затонули або були зруйновані. Жертвами цунамі стали 60 осіб. Прокотившись через весь Тихий океан, гігантські хвилі обрушилися на Японію. Тисячі будинків були змиті морем, затонули або були розбиті сотні суден, 120 людей стали жертвами розгулу стихії.